# Apollon (concertzaal)
Apollon is een voormalige dans- en concertzaal in Antwerpen die later werd omgevormd tot cinema Forum.

## Historische schets
De neoclassicistische dans- en concertzaal, gelegen in de Brederodestraat, werd omstreeks 1900 opgetrokken naar een ontwerp van Auguste Gervais. In 1904 werd het complex uitgebreid en vanaf 1909 vonden er "cinematograaf-vertooningen" plaats. 
In 1921 werd het complex overgenomen door operettezanger Jules Dirickx en musicalimpresario Ralph Van der Voort en werd het geheel omgevormd tot cinema Forum met een ondergrondse danszaal. De aanpassingen gebeurden door architect Ferdinand Van Mierlo. Er volgden in het interbellum nog meerdere aanpassingen, steeds naar ontwerp van Van Mierlo. De cinema werd uitgebaat tot 1974. Vervolgens kwam er een supermarkt in het complex.
In 2016 gaf de dienst stedenbouw toelating om het geheel te slopen, na een persoonlijke tussenkomt in het dossier door schepen van stadsontwikkeling Rob Van De Velde (N-VA). De gevel van het pand is nochtans opgenomen in de erfgoedinventaris. In de plaats komt er nieuwbouw.